# 灰樹蛙
灰樹蛙（學名：Hyla versicolor）是一種在樹木棲息的小型蛙類，大多是來自美國。有時灰樹蛙亦被稱為北美俗樹蛙（North American common tree frog）。其种加词“versicolor”意为“颜色多样的”。

## 特徵

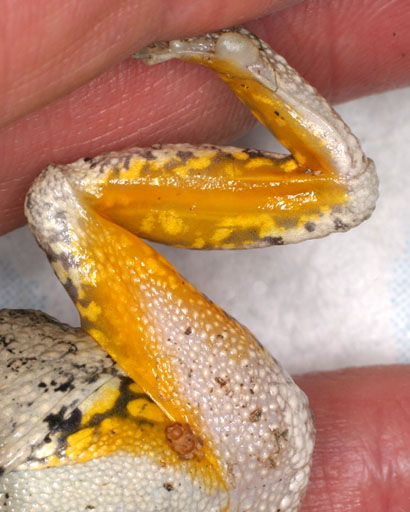
可普灰樹蛙（Hyla chrysoscelis）的後腿

灰樹蛙是因其身體的主要顏色為灰色而得其名。牠們可以是呈淺或深灰色，或是呈淺灰色加上深灰色、黑色、黃色或綠色的斑紋。跟其他北美洲的無尾目物種相比之下，牠們的體型較為小，一般長不超於4到5公分。牠們的皮膚粗糙，表面有疣。事實上牠們跟可普灰樹蛙（Hyla chrysoscelis）是一樣的，唯一的不同之處只是牠們叫聲的分別。
可普灰樹蛙和灰樹蛙的後腿均有橙色的斑點，這是牠們跟其他樹蛙的明顯相異之處。這兩種樹蛙均是兩性異形的。雄性的灰樹蛙的頸部呈黑色或灰色，而雌性的頸部則呈較雄性淺的顏色。
灰樹蛙的蝌蚪身體滾圓。若環境的條件好，食物充裕的話，則變態過程可短達2週。在變態時，小灰樹蛙通常會有一兩天變為綠色，而這以後，牠們才會變為灰色。

## 分佈地及行為

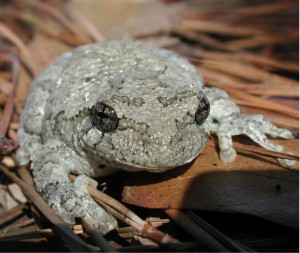
灰樹蛙

灰樹蛙分佈的範圍很廣泛，在美國東部，即西至德克薩斯州中部的大部分地區均可找到牠們。牠們亦分佈於加拿大安大略省、曼尼托巴和新伯倫瑞克。
灰樹蛙主要是在樹木棲息的，一般都不會離開固定水源太遠。在下雨的晚上，牠們時常會在池塘的淺水區中叫鳴。牠們是夜行性動物，主要的食物為昆蟲，而這些昆蟲通常都是牠們有能力捕捉的小型節肢動物。牠們會在春夏兩節進行交配。

## 參看
- 可普灰樹蛙（Hyla chrysoscelis）

## 外部連結
- 灰樹蛙 - Hyla versicolor （页面存档备份，存于）
- 環境毒物學及化學 - Environmental Toxicology and Chemistry[永久]
- 兩棲類網站 - amphibiaweb （页面存档备份，存于）
- 灰樹蛙·科技頻道·科技創造財富[永久]
- 青蛙小站電子報[永久]
- 入围选手－灰树蛙 - 科普中國網－中國科普教育門戶網站